# 밤에 피는 꽃
《밤에 피는 꽃》은 2024년 1월 12일부터 2024년 2월 17일까지 방송된 MBC 금토 드라마이다.

## 제작진

### 제작사
- 베이스스토리
- 필름그리다(film,GRIDA)
- 사람엔터테인먼트

### 제작
- 김정미
- 장태유
- 이소영

### 극본
- 이샘
- 정명인

### 연출
- 장태유: SBS 월화 드라마 《불량주부》(공동 연출), SBS 월화 드라마 《101번째 프러포즈》(연출), SBS 수목 드라마 《쩐의 전쟁》(연출), SBS 수목 드라마 《바람의 화원》(연출), SBS 수목 드라마 《뿌리깊은 나무》(연출), SBS 수목 드라마 《별에서 온 그대》(연출), 영화 《메이메이 쇼핑몰의 기적》(감독), SBS 금토 드라마 《하이에나》(연출), SBS 월화 드라마 《홍천기》(연출) 연출
- 최정인: MBC 수목 드라마 《미치지 않고서야》(연출) 연출
- 이창우: SBS 금토 드라마 《하이에나》(공동 연출) 연출

## 등장 인물
- (†) 표시는 드라마 상에서 최종적으로 사망한 인물이다.

### 주요 인물
- 이하늬: 조여화 역 - 좌의정 댁 맏며느리, 15년 차 수절과부 (아역: 문승유)
- 이종원: 박수호 역 - 금위영 종사관. 윤학의 남동생 (아역: 오한결)
- 김상중: 석지성 역 - 여화의 시아버지, 좌의정
- 이기우: 박윤학 역 - 수호의 형. 승정원 좌부승지

### 여화의 사람들
- 박세현: 연선 역 - 여화의 몸종 (아역: 김연지)
- 윤사봉: 장소운 역 - 화연 상단의 단주이자 운종가 대행수. 화연상단 단주
- 이우제: 활유 역 - 소운의 비서이자 오른팔
- 정예나: 꽃님 역 - 어릴 때부터 좌상댁에 드나들며 바느질거리를 받아 갔던 아이

### 여화의 시댁 식구들
- 김미경: 유금옥 역 - 여화의 시어머니
- 오의식: 석정 역 - 여화의 살아 돌아온 남편
- 정소리: 석재이 역 - 여화의 시누이
- 남미정: 봉말댁 역 - 좌의정 대감댁 찬모

### 수호의 주변 사람들
- 정용주: 비찬 역 - 금위영 군관
- 김광규: 황치달 역 - 금위대장
- 이루비: 황이경 역 - 치달의 막내딸. 다섯 오빠 밑에 막내

### 석지성 주변사람들
- 허정도: 이소 역 - 조선의 임금
- 서이숙: 오난경 역 - 호조판서 염흥집의 처
- 조재윤: 강필직 역 - 운종가 지전상과 필(必)여각을 운영
- 우강민: 만식 역 - 강필직의 오른팔

강필직의 어린 시절부터 함께해온 동생이자 필 여각의 행동대장

### 그 외 인물
- 김형묵: 염흥집 역 - 난경의 지아비, 호조판서

### 기타 인물
- 미상: 꽃님 아버지 역
- 미상: 호판댁에서 일하는 노비 역
- 미상: 빈민촌 할머니 역
- 미상: 빈민촌 할머니의 손녀 역
- 최유화: 백씨 부인 역
- 이강민: 용덕 역
- 박성우: 조성후 역
- 미상: 노비 역
- 미상: 대비 역
- 김정학: 병조판서 역

## 시청률
최저 시청률과 최고 시청률은 시청률 조사회사와 지역별로 시청률에 차이가 있을 수 있습니다.
| 2024년      | 2024년      | 2024년                 | 2024년         | 2024년       |
| 회차        | 방송일      | 부제 (서브 타이틀)     | AGB 시청률     | AGB 시청률   |
| 회차        | 방송일      | 부제 (서브 타이틀)     | 대한민국(전국) | 서울(수도권) |
| ----------- | ----------- | ---------------------- | -------------- | ------------ |
| 제1회       | 1월 12일    | 본캐와 부캐사이        | 7.9%           | 7.7%         |
| 제2회       | 1월 13일    | 얼굴 없는 여인         | 8.2%           | 7.9%         |
| 제3회       | 1월 19일    | 어디선가 본 듯도 하여  | 10.8%          | 11.0%        |
| 제4회       | 1월 20일    | 누구에게나 비밀은 있다 | 7.9%           | 7.7%         |
| 제5회       | 1월 26일    | 조선남녀상열지사       | 11.4%          | 12.0%        |
| 제6회       | 1월 27일    | 당신이 잠든 사이에     | 12.5%          | 12.5%        |
| 제7회       | 2월 2일     | 등잔 밑이 어둡다       | 13.1%          | 12.7%        |
| 제8회       | 2월 3일     | 우연인 듯 운명         | 12.6%          | 12.1%        |
| 제9회       | 2월 9일     | 진실 혹은 거짓         | 11.0%          | 10.3%        |
| 제10회      | 2월 10일    | 적은 더 가까이         | 12.9%          | 12.1%        |
| 제11회      | 2월 16일    | 바람 앞의 등불         | 15.4%          | 14.7%        |
| 제12회      | 2월 17일    | 밤에 피는 꽃 (최종회)  | 18.4%          | 18.1%        |
| 평균 시청률 | 평균 시청률 | 평균 시청률            | 11.8%          | 11.6%        |

## 참고 사항
- 이하늬, 김상중, 서이숙, 허정도는 2017년에 방송된 MBC 월화 드라마 《역적: 백성을 훔친 도적》 이후로 7년 만에 재회하는 작품이다.
- 김상중, 김형묵은 2019년에 개봉한 영화 《나쁜 녀석들: 더 무비》 이후로 5년 만에 재회하는 작품이다.
- 김형묵, 이하늬는 2019년에 방송된 SBS 금토 드라마 《열혈사제》 이후로 5년 만에 재회하는 작품이다.
- 본 드라마에 등장하는 주변 인물들의 심리 묘사와 배경은 역사적 사실(Fact)과는 관련이 없으며, 허구적인 창작에 의한 픽션(Fiction)임을 밝힌다.

## 수상 경력
- 2024년 제60회 백상예술대상 TV 부문 여자 최우수연기상 (이하늬)
- 2024년 제10회 에이판 스타 어워즈 중편드라마 부문 여자 최우수연기상 (이하늬)
- 2024년 MBC 연기대상 남자 조연상 (조재윤)
- 2024년 MBC 연기대상 여자 조연상 (김미경)
- 2024년 MBC 연기대상 미니시리즈 부문 남자 우수연기상 (이종원)
- 2024년 MBC 연기대상 미니시리즈 부문 여자 최우수연기상 (이하늬)